# Parla tu...
Parla tu... è un album registrato dal vivo di Ivan Graziani pubblicato dalla Numero Uno nel 1982.

## Descrizione
"Dottor Jekill Mister Hyde", "Angelina", "Taglia la testa al gallo" sono state registrate a Catania nel luglio 1981; "Pigro" è stata registrata a Torino nel settembre 1981; "Fuoco sulla collina" è stata registrata a Napoli nel 1981; "Lontano dalla paura" è stata registrata a Pesaro, nel settembre 1981; "Isabella sul treno" è stata registrata a Firenze nel 1980; "Lugano addio", "Paolina", "Agnese", "Motocross", "Monna Lisa", "Digos Boogie" sono state registrate a Villa Gordiani, Roma, nel 1981; "Parla tu" è stata registrata durante le prove al Teatro Palestra di San Leo nel gennaio 1982.
In copertina è raffigurato un disegno realizzato da Ivan Graziani e dalla moglie Anna; la copertina è di Roberto Logoluso.
Dall'album fu tratto il 45 giri Parla tu/Fuoco sulla collina; "Parla tu" è una canzone tratta dal repertorio degli Anonima Sound, gruppo in cui aveva suonato Graziani.
Nel 2015, in occasione del settantesimo anniversario della nascita di Graziani, il disco è stato ristampato in CD dalla Sony Music.

## Tracce

### Disco 1
LATO A
1. Dottor Jekill Mister Hyde - 5:42
2. Angelina - 5:13
3. Taglia la testa al gallo - 4:05
4. Pigro - 3:48

LATO B
1. Fuoco sulla collina - 6:00
2. Lontano dalla paura - 3:10
3. Isabella sul treno - 9:34

### Disco 2
LATO A
1. Lugano addio - 4:11
2. Paolina - 2:27
3. Agnese - 3:41
4. Motocross - 9:25

LATO B
1. Medley  (Monna Lisa p. 1- Digos Boogie - Monna Lisa p. 2) - 13:57
2. Parla tu - 3:24